# Calle del Padre Torralva
La calle del Padre Torralva es una vía pública de la ciudad española de Sagunto.

## Descripción
La vía, que en el pasado se conoció como «calle de Frente la Escuela», discurre desde la calle de la Escuela hasta la de San Ramón. Aparece descrita en el Nomenclator de las calles, plazas y puertas antiguas y modernas de la ciudad de Sagunto (1901) de Antonio Chabret y Fraga con las siguientes palabras:

Padre Torralva (calle del). Empieza en la calle de la Escuela y desemboca en la de San Ramón. Anteriormente se denominaba calle de Frente la Escuela y recientemente se le ha cambiado el nombre, que recuerda á un saguntino que fué Prelado de varias Cartujas, y escribió varias obras sobre asuntos religiosos en el siglo XVI.
(Chabret y Fraga, 1901, pp. 73-74)